# Маярчук, Юлия
Юлия Маярчук (англ. Yuliya Mayarchuk; родилась 20 апреля 1977 года, Николаев, СССР) — итальянская актриса.

## Биография
Юлия Маярчук родилась 20 апреля 1977 года в Николаеве, СССР. В 1990-е годы переехала в Неаполь, некоторое время работала официанткой в пиццерии. Там её однажды заметил режиссёр Тинто Брасс и пригласил на главную роль в своём эротическом фильме «Нарушая запреты», благодаря которому Маярчук получила известность. Также Юлия сыграла в фильме режиссёра Абеля Феррары «Сказки стриптиз-клуба», где её партнёрами были Уиллем Дефо, Боб Хоскинс и Азия Ардженто.

## Фильмография
| Год  |     | Русское название                                                                    | Оригинальное название                                                 | Роль         |
| ---- | --- | ----------------------------------------------------------------------------------- | --------------------------------------------------------------------- | ------------ |
| 1999 | в   | Тинто Брасс представляет короткие эротические истории: Часть 4 — Неправильные связи | Tinto Brass Presents Erotic Short Stories: Part 4 — Improper Liaisons | девушка      |
| 1999 | кор | Сладкий сон                                                                         | Sogno                                                                 | девушка      |
| 2000 | ф   | Нарушая запреты                                                                     | Trasgredire                                                           | Карла        |
| 2000 | с   | Команда                                                                             | La squadra                                                            | Таня         |
| 2000 | ф   | Лицо Пикассо                                                                        | Faccia di Picasso                                                     | Петрулка     |
| 2001 | с   | Маршал Рокка                                                                        | Il maresciallo Rocca                                                  | Рейна        |
| 2002 | тф  | Миротворцы                                                                          | Soldati di pace                                                       | Эсма Скендер |
| 2002 | с   | Карабинеры                                                                          | Carabinieri                                                           | Мирна        |
| 2002 | ф   | Итальянец                                                                           | L'italiano                                                            | девушка      |
| 2005 | ф   | Лариамара                                                                           | L'ariamara                                                            | Серена       |
| 2007 | ф   | Сказки стриптиз-клуба                                                               | Go Go Tales                                                           | Таня         |
| 2009 | тф  | Уговор глазами                                                                      | Occhio a quei due                                                     | Ирина        |
| 2010 | ф   | Жизнь — удивительная штука                                                          | La vita è una cosa meravigliosa                                       | Дойна        |
| 2010 | ф   | Во имя Марии                                                                        | Cercando Maria                                                        | Даша         |
| 2011 | кор | Директор мира                                                                       | Il regista del mondo                                                  | русский босс |
| 2012 | ф   | Приправленные свадьбы                                                               | Impepata di nozze                                                     | Юлия         |
| 2013 | док | Это — Тинто Брасс                                                                   | Istintobrass                                                          | камео        |